# League of Catholic Women Building
El League of Catholic Women Building es un edificio ubicado en 100 Parsons Street en Midtown Detroit, Míchigan. También se conoce como Casgrain Hall o el Activities Building. Fue incluido en el Registro Nacional de Lugares Históricos en 1997.

## Historia
En 1906, un grupo de mujeres de todo Detroit asociadas con la Iglesia Católica organizó el Weinman Club como una organización benéfica, dedicada a brindar asistencia a los inmigrantes que inundaban Detroit. [3] En 1911, el club pasó a llamarse Asociación Católica de Asentamientos, y en 1915 se reorganizó y volvió a denominarse Liga de Mujeres Católicas. A medida que la inmigración se redujo en la década de 1920, la Liga cambió su enfoque para ayudar a las jóvenes solteras que buscaban empleo en la ciudad.

## Edificio
Cuando se construyó este edificio, la Liga gastó más de 1.000.000 de dólares, recaudados por una membresía de unas 12.000 mujeres. La Liga nombró al edificio Casgrain Hall en honor a la fundadora de la Liga, Anastasia Casgrain.
Originalmente proporcionó alojamiento para 250 mujeres. Estas mujeres tenían entre 18 y 30 años y ganaban menos de 150 dólares por mes. El edificio también albergaba las oficinas de la Liga e incluía una cafetería, una capilla, biblioteca, salón de baile, auditorio y un jardín en la azotea.

## Uso posterior
Con el tiempo, los objetivos de la Liga cambiaron, ya que abrieron centros comunitarios y servicios vecinales. En la década de 1960, la Liga comenzó a proporcionar viviendas a las mujeres que asistían a la Escuela de Enfermería de la Universidad Estatal Wayne. En 1972, la Liga reparó y mejoró el edificio. En 1982, el edificio se convirtió en 82 unidades de apartamentos para ancianos de bajos ingresos y / o discapacitados con subsidios de alquiler de la Sección 8.
En 1994, la organización cambió oficialmente su nombre de Liga de Mujeres Católicas a Metro Matrix Human Services. La Liga de Mujeres Católicas continuó como una división de Metro Matrix, y la organización continúa operando desde el edificio.